# Maker Faire
Per Maker Faire (fiera delle invenzioni degli artigiani digitali), anche conosciuta come #MFR, si intendono diversi eventi annuali di argomento tecnologico (quali espressione della subcultura open-source maker), le più famose delle quali sono Maker Faire di San Mateo (California) e  Roma (l'edizione europea). Si tratta di una fiera annuale aperta al pubblico dedicata all’innovazione, alla tecnologia e alla creatività con uno sguardo alla robotica e all'intelligenza artificiale e allo spazio.
Il progetto è promosso dalla Camera di Commercio di Roma e organizzato da Innova Camera.

## Il meccanismo delle Call
Le Call, nell’ambito di Maker Faire Rome – The European Edition, rappresentano il meccanismo fondamentale per la selezione e l’invito dei partecipanti che desiderano presentare i propri progetti e idee durante l’evento. I Progetti se selezionati, hanno uno spazio espositivo gratuito.
Il processo delle Call è solitamente diviso in diverse fasi. Inizialmente, viene pubblicato un bando ufficiale al quale chiunque può partecipare, che comunica i temi e le categorie specifiche alle quali i partecipanti possono candidarsi. I partecipanti interessati sono invitati a compilare un’apposita domanda di partecipazione. Una volta terminata la fase di candidatura, una giuria di esperti valuta le domande ricevute con criteri come l’originalità dell’idea, l’innovazione tecnologica, l’impatto sociale o ambientale e la fattibilità del progetto. Sulla base di questa valutazione, vengono selezionati i partecipanti che avranno l’opportunità di presentare il proprio lavoro durante Maker Faire Rome.
Le edizioni europee si sono svolte presso il Palazzo dei Congressi (2013), l'Auditorium Parco della Musica (2014), La Sapienza (2015), La Fiera di Roma (dal 2016 al 2019). Nel 2021 e nel 2022 Maker Faire Rome The European Edition si è svolto in forma ibrida al Gazometro Ostiense. Nel 2023 è tornata alla Fiera di Roma.  Dal 2014, con una media di circa 90.000 visitatori unici annuali, Maker Faire Rome - The European Edition è diventata la seconda al mondo per numero di visitatori, dopo quella di San Mateo Bay Area.